# Sodišče Evropske unije
Sodišče Evropske unije (francosko Cour de justice de l'Union européenne), prej Sodišče Evropskih skupnosti, je bilo ustanovljeno leta 1952 in je vrhovna sodna oblast Skupnosti. Njena vloga je priskrbeti pravno zaščito za zagotovitev interpretacije in uresničevanje predpisov Evropske unije v skladu z določili primarne zakonodaje, to je osnovnih pogodb evropskih skupnosti in Evropske unije. 
Zakonodaja Skupnosti je neodvisna in enotna v vseh državah članicah ter ločena in nadrejena nacionalni zakonodaji. Sodišče zagotavlja, da se zakonodaja EU v vseh državah članicah razlaga na enak način, da je torej enaka za vse. Sodišče na prošnjo sodišč tudi razlaga zakonodajo EU. 
Sodišče je pristojno za poravnavo pravnih sporov med državami članicami, inštitucijami EU, podjetji in posamezniki. 
Od ustanovitve je naloga Sodišča Evropske unije, da zagotavlja „spoštovanje prava pri razlagi in uporabi" pogodb. 
Sodišče Evropske unije v okviru te naloge:
– nadzira zakonitost aktov institucij Evropske unije,
– skrbi za to, da države članice izpolnjujejo obveznosti iz pogodb,
– na predlog nacionalnih sodišč razlaga pravo Unije.
Sodišče je tako pravna avtoriteta Evropske unije in s sodišči držav članic skrbi za skladno uporabo in razlago prava Unije.
Sodišče Evropske unije ima sedež v Luksemburgu, sestavljajo pa ga Sodišče ali Evropsko Sodišče in Splošno sodišče (ustanovljeno leta 1988, bilo nekdaj imenovano tudi Sodišče prve stopnje). Skupaj sta od ustanovitve izdala preko 28.000 sodb.
Ker ima vsaka država članica svoj jezik in poseben pravni sistem, je Sodišče Evropske unije večjezična institucija. Njegova jezikovna ureditev je izjemna glede na druga sodišča po svetu, saj je lahko vsak od uradnih jezikov Unije jezik postopka. Sodišče mora namreč v celoti upoštevati večjezičnost zaradi nujnosti komuniciranja s strankami v jeziku postopka in zaradi razširjanja sodne prakse v vse države članice v njihovih jezikih.

## Sodišče
je sestavljeno iz 27 sodnikov (število držav članic EU). Pri razsojanju jim pomaga 11 generalnih pravobranilcev, ki podajo o vsaki zadevi svoje pravno mnenje. Sodniki imajo mandat 6 let, predsednik sodišča ima mandat 3 leta. Praviloma se odloča o zadevah v senatu petih ali treh sodnikov, možne pa so tudi sestave v obliki obče seje ali velikega senata 15 sodnikov. Sodniki ne smejo opravljati nobenih drugih funkcij ali dejavnosti, tako odplačnih kot neodplačnih. 
Postopek pred Sodiščem je sestavljen tako iz pisnega kot ustnega dela. Obravnave so javne. 

### Pomen Sodišča
S sodbo v zadevi Van Gend & Loos iz leta 1963) je Sodišče uvedlo načelo neposrednega učinka prava Skupnosti v državah članicah, ki evropskim državljanom zdaj omogoča, da se lahko pred nacionalnimi sodišči neposredno sklicujejo na pravo Unije. V tožbi se je pojavilo vprašanje nasprotja med nacionalno zakonodajo in določbami Pogodbe EGS (sedaj PES oz. Pogodba o delovanju EU). Sodišče je na podlagi vprašanja za predhodno odločanje, ki ga je prejelo od nizozemskega sodišča, sprejelo predhodno odločbo, s katero je potrdilo doktrino neposrednega učinka, ki prevoznemu podjetju pred nacionalnim sodiščem neposredno zagotavlja spoštovanje njegovih pravic, ki jih določa pravo Skupnosti.
Leta 1964 je sodba v zadevi Costa uveljavila primarnost prava Skupnosti glede na notranjo zakonodajo. Sodišče je uvedlo doktrino primarnosti prava Skupnosti, ki jo je utemeljilo s posebnostjo pravnega reda Skupnosti, ki se mora v vseh državah članicah uporabljati enotno.
Sodišče je leta 1991 s sodbo v zadevi Francovich in drugi razvilo še en temeljni pojem, in sicer odgovornost države članice v razmerju do posameznika za škodo, ki mu je bila povzročena zato, ker je ta država kršila pravo Skupnosti. Od leta 1991 lahko torej evropski državljani proti državi, ki krši pravo Skupnosti, vložijo odškodninski zahtevek. Italijanska državljana, ki jima je delodajalec v stečaju dolgoval plačilo, sta sprožila postopek, v katerem sta se sklicevala na neizpolnitev obveznosti italijanske države, ki v notranje pravo ni prenesla določb Skupnosti o varstvu delavcev ob plačilni nesposobnosti delodajalca. Na podlagi vprašanja za predhodno odločanje, ki ga je postavilo italijansko sodišče, je Sodišče odločilo, da daje zadevna direktiva posameznikom pravice, ki jih niso bili deležni zaradi neizpolnitve obveznosti države, ki direktive ni prenesla v notranje pravo, s čimer je Sodišče omogočilo vložitev odškodninskega zahtevka proti tej državi.

### Predsednik sodišča
Sodniki izvolijo predsednika Sodišča med svojimi člani za obdobje treh let z možnostjo ponovne izvolitve. Predsednik vodi delo in službe Sodišča ter predseduje obravnavam in posvetovanjem večjih sestav.
| Obdobje                                                                                         | Predsednik                    | Država              |
| 1952–1958                                                                                       | Massimo Pilotti               | Italija             |
| 1958–1964                                                                                       | Andreas Matthias Donner       | Nizozemska          |
| 1964–1967                                                                                       | Charles Léon Hammes           | Luksemburg          |
| 1967–1976                                                                                       | Robert Lecourt                | Francija            |
| 1976–1980                                                                                       | Hans Kutscher                 | Nemčija             |
| 1980–1984                                                                                       | Josse Mertens de Wilmars      | Belgija             |
| 1984–1988                                                                                       | John Mackenzie-Stuart         | Združeno kraljestvo |
| 1988–1994                                                                                       | Ole Due                       | Danska              |
| 1994–2003                                                                                       | Gil Carlos Rodriguez Iglesias | Španija             |
| 2003–2015                                                                                       | Vassilios Skouris             | Grčija              |
| 2015–                                                                                           | Koen Lenaerts                 | Belgija             |
| Vir: »The Presidents of the Court of Justice«. European NAvigator. Pridobljeno 13. aprila 2016. |                               |                     |

#### Sodišče v življenju državljana Unije
Med tisočimi sodbami Sodišča jih ima večina – zlasti tiste, ki jih izda na podlagi vprašanj za predhodno odločanje – zelo pomembne posledice za vsakdanje življenje evropskih državljanov. Nekaj sodb na najpomembnejših področjih prava Skupnosti je kot primer navedenih v nadaljevanju.

#### Prosti pretok blaga
Od sodbe v zadevi Cassis de Dijon, ki je bila izdana leta 1979, v zvezi z načelom prostega pretoka blaga lahko trgovci v svoje države uvažajo vse izdelke, ki izvirajo iz druge države Unije, če so bili v njej zakonito proizvedeni in trženi ter če v državi, v kateri naj bi potekala potrošnja, uvozu ne nasprotuje noben razlog, naveden v Pogodbi o delovanju EU,  na primer varstvo javnega redu, zdravja ali okolja.

#### Prosto gibanje oseb
Številne sodbe so bile izdane na področju prostega gibanja oseb. S sodbo v zadevi Kraus (1993) je Sodišče potrdilo, da položaj državljana Skupnosti, ki je v drugi državi članici končal podiplomski študij in pridobil univerzitetni naziv, ki omogoča opravljanje nekega poklica ali neke gospodarske dejavnosti, ureja pravo Skupnosti, in sicer tudi glede razmerja tega državljana do države, katere državljan je. Država članica lahko torej za uporabo tega naziva na svojem ozemlju zahteva pridobitev upravnega dovoljenja, vendar je namen postopka za izdajo tega dovoljenja lahko zgolj preverjanje, ali je bil naziv pridobljen zakonito. 
Med najbolj znanimi sodbami na tem področju je sodba v zadevi Bosman (1995), ki jo je Sodišče izdalo na podlagi vprašanja za predhodno odločanje, ki ga je postavilo belgijsko sodišče glede skladnosti predpisov nogometnih zvez s prostim gibanjem delavcev. Navedlo je, da je šport, ki se opravlja kot poklic, gospodarska dejavnost in da njenega opravljanja ne smejo ovirati predpisi, ki urejajo prehod igralcev ali ki omejujejo število igralcev, ki so državljani drugih držav članic. To drugo stališče je bilo s poznejšimi sodbami razširjeno na položaj poklicnih športnikov iz tretjih držav, ki so sklenile pridružitveni sporazum (sodba v zadevi Deutscher Handballbund, 2003) ali sporazum o partnerstvu (sodba v zadevi Simutenkov, 2005).

#### Svoboda opravljanja storitev
Sodba iz leta 1989 o svobodi opravljanja storitev se nanaša na britanskega turista, ki so ga v pariški podzemni železnici napadli in hudo ranili. Na podlagi vprašanja za predhodno odločanje francoskega sodišča je Sodišče odločilo, da je bil kot turist upravičen do storitev zunaj svoje države in da zanj velja načelo prepovedi diskriminacije na podlagi državljanstva, ki ga opredeljuje pravo Skupnosti. Britanski turist je imel zato pravico do enake odškodnine, kot bi jo lahko zahteval francoski državljan (sodba v zadevi Cowan).
O vprašanju za predhodno odločanje luksemburškega sodišča se je Sodišče izreklo, da nacionalna zakonodaja, ki omogoča, da se zavarovancu zavrne povrnitev stroškov zobozdravstvene oskrbe, ker so nastali v drugi državi članici, neupravičeno ovira svobodo opravljanja storitev (sodba v zadevi Kohll, 1998) in da je zavrnitev povrnitve stroškov, nastalih zaradi nakupa očal v tujini, neupravičeno oviranje prostega pretoka blaga (sodba v zadevi Decker, 1998).

#### Enako obravnavanje in socialne pravice
Neka stevardesa je vložila tožbo proti delodajalcu zaradi diskriminacije pri plačilu, ki ga je prejemala, glede na plačilo, ki so ga prejemali njeni sodelavci moškega spola, ki so opravljali enako delo. Na podlagi vprašanja za predhodno odločanje belgijskega sodišča je Sodišče leta 1976 odločilo, da ima določba Pogodbe, ki opredeljuje načelo enakega plačila za enako delo za moške in ženske, neposredni učinek (sodba v zadevi Defrenne).
Pri razlagi določb Skupnosti o enakem obravnavanju moških in žensk je Sodišče prispevalo k varstvu žensk pri odpuščanju zaradi materinstva. Neka ženska je bila odpuščena zato, ker zaradi težav z nosečnostjo ni mogla več delati. Leta 1998 se je Sodišče izreklo, da je tako odpuščanje v nasprotju s pravom Skupnosti. Odpustitev ženske med nosečnostjo zaradi odsotnosti zaradi bolezni, ki je povezana z nosečnostjo, pomeni prepovedano diskriminacijo na podlagi spola (sodba v zadevi Brown).
Da bi se zagotovilo varovanje varnosti in zdravja delavcev, je nujno, da imajo delavci plačan letni dopust. Leta 1999 je britanski sindikat BECTU izpodbijal britansko ureditev, ki je to pravico odvzela delavcem, ki so bili zaposleni na podlagi pogodbe o zaposlitvi za kratek določen čas, in sicer zato, ker ni bila v skladu z direktivo Skupnosti o urejanju delovnega časa. Sodišče je odločilo (sodba v zadevi BECTU, 2001), da je pravica do plačanega letnega dopusta socialna pravica, ki jo vsem delavcem neposredno daje pravo Skupnosti, in da je nobenemu delavcu ni mogoče odvzeti.

#### Temeljne pravice
Sodišče je z odločitvijo, da je spoštovanje temeljnih pravic sestavni del splošnih pravnih načel, katerih spoštovanje zagotavlja, pomembno prispevalo k zvišanju standardov pri varovanju teh pravic. Pri tem Sodišče črpa iz ustavnih tradicij, ki so skupne državam članicam, in iz mednarodnih instrumentov o varstvu človekovih pravic (zlasti iz Evropske konvencije o človekovih pravicah), pri katerih države članice sodelujejo ali so k njim pristopile. Od začetka veljavnosti Lizbonske pogodbe bo lahko Sodišče uporabilo in razlagalo Listino o temeljnih pravicah Evropske unije z dne 7. decembra 2000, ki ji Lizbonska pogodba priznava enako pravno veljavnost, kot jo imajo Pogodbe.
Po številnih terorističnih napadih na policiste so na Severnem Irskem pri policiji uvedli nošenje orožja. Vendar zaradi javne varnosti uslužbenke policije orožja niso smele nositi (na podlagi mnenja pristojnega ministrstva, zoper katerega ni bilo sodnega varstva). V severnoirski policiji od takrat z nobeno žensko niso več sklenili pogodbe o zaposlitvi za polni delovni čas. Na podlagi vprašanja za predhodno odločanje sodišča iz Združenega kraljestva je Sodišče odločilo, da je izključitev sodnega nadzora nad mnenjem nacionalnega organa v nasprotju z načelom učinkovitega pravnega sredstva, ki je zagotovljeno vsaki osebi, ki meni, da je bila oškodovana zaradi diskriminacije na podlagi spola (sodba v zadevi Johnston, 1986).

#### Državljanstvo Unije
Sodišče je glede državljanstva Unije, ki je v skladu s Pogodbo o delovanju Evropske unije priznano vsaki osebi, ki ima državljanstvo katere od držav članic, potrdilo, da to vsebuje pravico do prebivanja na ozemlju druge države članice. Tako pravico do prebivanja ima tudi mladoletni državljan kake države članice, ki ima zdravstveno zavarovanje in zadostna sredstva. Sodišče je poudarilo, da pravo Skupnosti od mladoletnikov ne zahteva, da bi imeli sami potrebna sredstva, in da hkratna zavrnitev dodelitve pravice do prebivanja materi, ki je državljanka tretje države, popolnoma odvzame koristen učinek pravice do prebivanja njenega otroka (sodba v zadevi Zhu in Chen, 2004).
V tej sodbi je Sodišče odločilo, da država članica, tudi če je cilj pridobitve državljanstva neke države članice dodelitev pravice do prebivanja na podlagi prava Skupnosti državljanu tretje države, ne sme omejiti učinkov pridobitve državljanstva druge države članice.

## Splošno sodišče
je ustanovljeno z Enotnim evropskim aktom kot "Sodišče prve stopnje". Zdaj gre za drugostopenjsko sodišče specializiranega sodišča, poleg tega pa odloča o vseh tožbah, ki jih vložijo posamezniki in države članice, pa niso v pristojnosti drugih dveh sodišč. Sodišče je sestavljeno iz 28 sodnikov, ki imajo prav tako mandat 6 let. 
Splošno sodišče je sestavljeno iz najmanj enega sodnika iz vsake države članice (35  leta 2016). Soglasno jih imenujejo vlade držav članic po posvetovanju z odborom, ki da mnenje o ustreznosti kandidatov. Njihov mandat traja šest let in lahko so ponovno imenovani. Sodniki Splošnega sodišča med seboj izvolijo predsednika za obdobje treh let. Sodnega tajnika imenujejo za šest let. Sodniki opravljajo naloge popolnoma nepristransko in neodvisno. Splošno sodišče v nasprotju s Sodiščem nima stalnih generalnih pravobranilcev, to nalogo lahko izjemoma zaupajo sodniku. 
O zadevah, ki so predložene Splošnemu sodišču, odločajo senati treh ali petih sodnikov, v nekaterih primerih pa odloča sodnik posameznik. 
Splošno sodišče je pristojno za obravnavo:
- tožb fizičnih ali pravnih oseb za razglasitev ničnosti aktov institucij, organov, uradov in agencij Evropske unije, na katere so naslovljeni ali ki jih neposredno in posamično zadevajo (gre na primer za tožbo, ki jo vloži podjetje zoper odločbo Komisije, s katero mu je naložena globa) in zoper predpise, ki se nanje neposredno nanašajo in ne potrebujejo izvedbenih ukrepov, in tožbe teh oseb zaradi ugotovitve nedelovanja teh institucij, organov, uradov in agencij;
- tožb držav članic zoper Komisijo;
- tožb držav članic zoper Svet v zvezi s sprejetimi akti na področju državnih pomoči, ukrepov trgovinske zaščite (damping) in akti, s katerimi Svet prenese pristojnost za izvajanje;
- tožb za povrnitev škode, ki so jo povzročili institucije, organi, uradi in agencije Unije ali njihovi uslužbenci;
- tožb, ki temeljijo na pogodbah, ki jih je sklenila Evropska unija, ki izrecno določajo pristojnost Splošnega sodišča;
- tožb s področja intelektualne lastnine zoper odločbe Urada za usklajevanje na notranjem trgu (znamke in modeli) in Urada Skupnosti za rastlinske sorte;
- pritožb, zgolj glede pravnih vprašanj, zoper odločbe Sodišča za uslužbence;

Zoper odločbe, ki jih sprejme Splošno sodišče, se lahko v roku dveh mesecev vloži pritožba pri Sodišču zgolj glede pravnih vprašanj. 

## Sodišče za uslužbence
je eno izmed specializiranih sodišč, katerih dovoljuje Niška pogodba. Od leta 2016 ne deluje več.  